# Cem Özdemir
Cem Özdemir, född 21 december 1965 i Bad Urach i dåvarande Västtyskland, är en tysk politiker och var 2008-2018 en av partiet Allians 90/De grönas två ordförande. Han och Leyla Onur blev 1994 de första ledamöterna i tyska förbundsdagen med turkiska föräldrar. Özdemir är sedan den 8 december 2021 Tysklands livsmedels- och jordbruksminister i regeringen Scholz.

## Biografi
Özdemir gick i skolan på hemorten och började sedan en utbildning till förskollärare (Erzieher) i Reutlingen som han avslutade 1987. Han studerade sedan socialpedagogik vid en fackhögskola i Reutlingen, där han diplomerades 1994. Samtidig var han sedan 1987 frilansjournalist för en lokal tidning och ett lokalt radioprogram.
1981 blev Özdemir medlem i partiet De gröna. Hans aktivitet medförde att han 1989 upptogs i De grönas ledning i förbundslandet Baden-Württemberg. 1994 kandiderade han på De grönas lista för förbundsdagen och blev vald. Han blev återvald 1998 och även 2002. Özdemir var däremot inte aktiv som förbundsdagsledamot efter 2002 på grund av outredda frågor om han tog emot fördelaktiga finansiella tjänster som politiker. Han förklarade att han skulle donera pengar till ett centrum för tortyroffer om det skulle visa sig att han fick mer pengar än en vanlig medborgare.
2004 blev Özdemir ledamot i Europaparlamentet. Han tillhörde där bland annat utskottet för utrikesfrågor. Under tiden förespråkade han förslaget att Turkiet skulle upptas i EU. Som ledamot av Europaparlamentet övertog Özdemir 2007 representativa uppgifter i samband med Christopher Street Day i Stuttgart.
I juni 2008 deklarerade Özdemir att han kandiderar till ordförande för partiet Allians 90/De gröna. Samtidig ansökte han om en listplats för förbundsdagsvalet 2009. Denna dubbelfunktion ansågs vid tidpunkten inte som önskvärd av andra partimedlemmar och Özdemir blev inte uppsatt på listan. Trots motgången höll han kvar vid sin kandidatur till partiordförande. Han valdes den 15 november 2008 med 79,2 procent av rösterna tillsammans med Claudia Roth. Han avgick som partiordförande i januari 2018 och efterträddes av Robert Habeck.
2012 gjorde Özdemir ett nytt försök att bli förbundsdagsledamot. Denna gång blev han upptagen i partiets lista och även vald.